# Параллельное перенесение

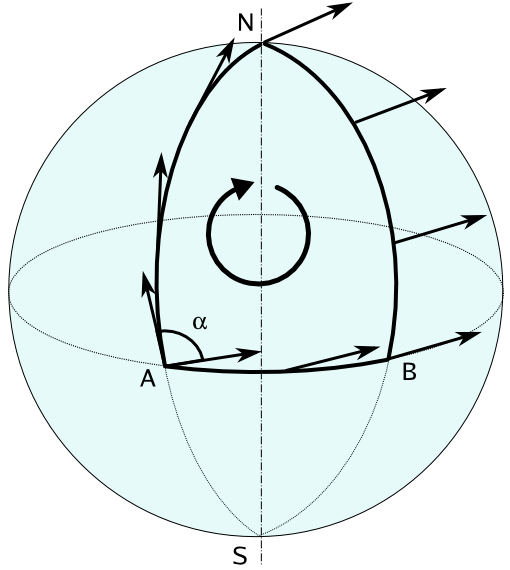
Параллельное перенесение вектора по замкнутому контуру на сфере.
Угол пропорционален площади внутри контура.

Параллельное перенесение — изоморфизм слоёв над концами кусочно гладкой кривой базы гладкого расслоения {\displaystyle \eta :E\to B}, определяемый некоторой заданной  связностью на {\displaystyle E}.
В частности, линейный изоморфизм касательных пространств {\displaystyle T_{\gamma (0)}(M)} и {\displaystyle T_{\gamma (1)}(M)}, определяемый вдоль кривой {\displaystyle \gamma \in M} некоторой заданной на {\displaystyle M} аффинной связностью.

## Параллельное перенесение по аффинной связности
Пусть на гладком многообразии {\displaystyle M} задана аффинная связность.
Говорят, что вектор {\displaystyle X_{1}\in T_{\gamma (1)}(M)} получен параллельным перенесением из вектора {\displaystyle X_{0}\in T_{\gamma (0)}(M)} вдоль не имеющей самопересечений гладкой кривой {\displaystyle \gamma :[0,1]\to M}, если в окрестности этой кривой существует гладкое векторное поле {\displaystyle X} со следующими свойствами:
- выполняются равенства {\displaystyle X(\gamma (0))=X_{0}} и {\displaystyle X(\gamma (1))=X_{1}};
- для любого значения {\displaystyle t\in [0,1]} выполняется равенство {\displaystyle \nabla _{{\dot {\gamma }}(t)}X=0}, где символ {\displaystyle \nabla } обозначает ковариантную производную, а {\displaystyle {\dot {\gamma }}(t)} есть вектор скорости {\displaystyle \gamma }.

Замечание. Так как в локальных координатах справедливо равенство:
{\displaystyle (\nabla _{\dot {\gamma }}X)^{i}={\frac {d}{dt}}X^{i}+\Gamma _{jk}^{i}\cdot X^{j}{\dot {\gamma }}^{k}},
и в этом выражении нет частных производных от компонент вектора {\displaystyle X}, в определении параллельного перенесения не обязательно требовать, чтобы векторное поле {\displaystyle X} было определено в целой окрестности пути {\displaystyle \gamma (t)}, достаточно, чтобы оно существовало и было гладким вдоль одного только этого пути.
Параллельный перенос вдоль кусочно гладкой кривой (включая кривые с самопересечениями) определяется как суперпозиция параллельных переносов вдоль её не имеющих самопересечений гладких кусков.
На основе понятия параллельного переноса вектора определяются понятия параллельного переноса тензора произвольной валентности.

### Свойства параллельного перенесения векторов
- Согласно теории обыкновенных дифференциальных уравнений, решение задачи Коши произвольного линейного ОДУ продолжается неограниченно вдоль любой гладкой кривой, поэтому задавая вектор в начальной точке и указывая путь параллельного перенесения, этот вектор однозначно переносится в любую точку этого пути.
- При перенесении векторов вдоль одного и того же пути сохраняются все линейные соотношения между ними.
- Перенесение векторов обратимо: достаточно конечные вектора перенести вдоль обратного пути, чтобы получились исходные вектора.
- Как следствие двух предыдущих свойств получается, что оператор параллельного переноса вдоль кривой {\displaystyle \gamma } представляет собой линейный изоморфизм пространств {\displaystyle T_{\gamma (0)}(M)} и {\displaystyle T_{\gamma (1)}(M)}.
- Если аффинная связность согласована с метрическим тензором на римановом многообразии (связность Леви-Чивиты), тогда оператор параллельного перенесения является ортогональным, то есть сохраняет скалярные произведения векторов, их длины и углы между ними.
- Важным свойством параллельного перенесения является также независимость результата перенесения от параметризации пути (эквивалентные пути дадут одинаковый результат). В то же время параллельное перенесение вдоль различных кривых обычно приводит к различным результатам.

## Связанные определения
- Геодезическая — гладкий путь, у которого касательный вектор в каждой точке получается параллельным перенесением касательного вектора из любой другой точки.
- Группа голономии — группа {\displaystyle \Phi _{x}} автоморфизмов касательного пространства {\displaystyle T_{x}M}, определяемая параллельными переносами вдоль замкнутых кусочно гладких кривых. При этом, для связного многообразия {\displaystyle \Phi _{x}} и {\displaystyle \Phi _{y}} всегда сопряжены между собой.

## История
Развитие понятия параллельного переноса началось с обычного параллелизма на евклидовой плоскости, для которой
Миндинг в 1837 указал возможность обобщить её на случай поверхности в {\displaystyle \mathbb {R} ^{3}} с помощью введенного им понятия развертывания кривой {\displaystyle \gamma \in S} на плоскость {\displaystyle \mathbb {R} ^{2}}. 
Это указание Миндинга послужило отправным пунктом для Леви-Чивиты, который,
оформляя аналитически параллельный перенос касательного вектора на поверхности, обнаружил зависимость его только от метрики поверхности и на этой основе обобщил его сразу на случай {\displaystyle n}-мерного риманова пространства (см. Связность Леви-Чивиты). 
Дальнейшие обобщения этого понятия связаны с развитием общей теории связностей.